# 主八界の神々
主八界の神々（しゅはっかいのかみがみ）は、テーブルトークRPG(TRPG)のデザイナーである菊池たけしの作品世界を包括する宇宙観「主八界」の神話に登場する神々のことである。
現在の主八界では、神といわれる存在は、基本的には古代神戦争で超至高神側についた陣営のことである。つまり、超至高神、白神、黒神、聖竜騎士、八大神、（各世界の）守護者、（各世界の）守護天使である。この項目ではこれらについて階級別に個別に解説を行う。また、これらの神々の敵対存在である魔王や古代神についても同時に解説する。
なお、『ナイトウィザード』関連の視聴覚作品（テレビアニメ及びボイスドラマ）に登場した神・守護者・魔王等については、演じた声優名を併記する。
主八界の神々がどのようにして宇宙に現れたのかの背景については主八界#多元宇宙のなりたちの節を参照。

## 超至高神
超至高神とは多元宇宙に存在するすべての世界を創造した存在である。全ての神の上位に立つ。現在、超至高神は悠久の眠りについており世界に対して何の影響も与えていないため、一般の人間にとって神として意識されることはほとんどない。
超至高神は世界の原初の時代にどこからかやってきた傷ついた神である。超至高神は長い旅の果てに「世界珠」と呼ばれる宇宙の元がつまった空間にたどり着き、傷ついた体を休めるための安息の場所として「世界珠」の中に多元宇宙を作り出した。超至高神がやってきたとき世界珠には闇や混沌といった負のエネルギーがみたされており、とても休める場所でなかった。そこで超至高神は闇や混沌を封じ込めるゴミ捨て場としての世界（冥界）を創り、綺麗になった世界珠の中に「自分の安息にふさわしい世界」を作り出したのである。
この宇宙の構造は基本的には超至高神の考える理想の世界として作られているといえる。精霊界や人間界が作られた理由は美しい四季の変化や人間たちの平和な営みを愛でたかったからといえるだろう。しかし、世界創造の労働力として創造した108の古代神が反乱を起こしたことにより、超至高神が作ろうとした理想の宇宙は激しく荒廃してしまうことになる。
その後、超至高神は自らの身体を引き裂き白神、黒神、聖竜騎士を創造して戦いに勝利。その後に悠久の眠りにつくこととなる。

## 白黒二神
白神と黒神は、超至高神の体の一部を引き裂いて作られた二柱の神である。古代神戦争の際に古代神と戦う軍を率いるリーダーとして作られた自らの分身である。超至高神から創造の力を受け継いでいる白神と黒神はさらに八大神を作り出し古代神戦争の将軍役としている。
古代神戦争の後、超至高神が眠りについてから、白神と黒神が超至高神の代理として多元宇宙を管理する最高統治者となった。現在では神界から全世界の統合的な監視・統治を行っている。自らが動くことは滅多になく、多元宇宙全体をゆるがす重大な局面にであったときに八大神に対して指令を与えるのが主な仕事である。
滅多なことがない限り神界から出ることはないので容姿などは不明だが、白黒二神ともにドラゴンの姿を持つとも言われている。
白神
神聖力を力の源とし、生命の創造と守護をつかさどる。神界、天界、人間界の3つの世界の最高統括者。神界では白王竜ティアマットの姿をとるという。
黒神
黒魔力を力の源とし、超至高神に仇なす存在の消去を主な仕事とする。冥界、闇界、精霊界、幻夢界の4つ世界の最高統括者。世界の原初に冥界に閉じ込められた「邪」、「闇」、「混沌」などを封じ続けている冥界竜バハムートの姿をとるという。

## 聖竜騎士
聖竜騎士とは、超至高神の体の一部を引き裂いて作られた八柱の神々である。古代神戦争の末期に投入された最終兵器であり、白黒二神と違い戦うことだけに特化された存在である。古代神戦争では聖竜騎士の放った一撃で天界と冥界自体が引き裂かれたという伝説が残っている。不死のはずの古代神さえ殺すことができた。
あまりに強大な力をもつため古代神戦争の後にその戦闘力の大半が第七世界ラスティアーンに封じられた。現在は魂だけの存在となり央界を守護している。
「創造」の力を司る超至高神が自らの身体を引き裂いて創造しただけあって、聖竜騎士を越える戦闘力を持つ存在は多元宇宙においてはいかなる神も魔も創り出すことはできないとされる。
第七世界の伝説では八柱の聖竜騎士の中で「青き髪の竜騎士」が超至高神を裏切り古代神側についたといわれているが詳細は定かではない。

## 八大神
八大神は白黒二神が作り出した八柱の神で、古代神戦争では軍の将軍役であった。伝説によると超至高神に与えられた8つの神武具（トゥイード）を使って創造されたと言われる。
現在は多元宇宙の世界を分担で管理している。主八界にとっての人間たちが一般的にイメージする神が八大神であるといえる。（ただし、第八世界では世界結界の作り出した常識により八大神という存在を人々は意識していない）
八大神は普段は天上界に住まい、担当世界の人間たちの祈りに応えて守護者や守護天使を派遣する。
天神
天界と第一世界ラース＝フェリアを管理する。白神の直属神で、八枚の翼と長い髪をもった美しい男性の姿であらわされる。

冥神
冥界と第二世界エルスゴーラを管理する。黒神の直属神で、常に闇を纏っている。そのため容姿は伝わっていない。

地神
地の精霊界と第三世界エル＝ネイシアを管理する。地の精霊エルフの創造者。褐色のローブを羽織った頭の禿げ上がった老人の姿であらわされる。第三世界の人々にとって神とは超女王のことだと認識されるため、さらに上位にいる地神は至上神とも呼ばれている。

風神
風の精霊界と第四世界エル＝クラムを管理する。風の精霊シルフの創造者。うずまく風の姿であらわされる

火神
火の精霊界と第五世界エルフレアを管理する。火の精霊サラマンダーの創造者。剛剣を携えた炎の魔人の姿であらわされる。守護天使セラの反乱に激怒し、自らが管理する第五世界を破壊しようとしたことがある。

水神
水の精霊界と第六世界エルキュリアを管理する。水の精霊ウィンディーネの創造者。七色に輝く水球が連なった姿であらわされる。

自然神
第七世界ラスティアーンを管理する。精霊四界と主八界の自然の監視者。白神の直属神であり七つの動物の首をもった奇怪な姿で表される。

幻夢神
幻夢界と第八世界ファー・ジ・アースを管理する。時間と夢の監視者。黒神の直属神であり薄衣を纏った冷たい目をした少女の姿で表される。裏界を閉じ込めるために「夢」を見続けているために、幻夢神自体はほとんどの力を発揮できない状態になっているため、第八世界ではTIS（ティス）とザ・ゲイザー（声:小泉豊）という二人の現し身を使って地上を監視している。
多元世界を巻き込む神々の戦争を予感した2つの現し身は、ファー・ジ・アースと幻夢神の在り様を巡って対立。ゲイザーはシャイマールを復活させ世界を滅ぼすことによって夢を見続ける幻夢神を起こそうとしシャイマールが消えた後にも自ら介入したが、TISの介入とウィザードたちによってゲイザーは死亡した。現在、ファー・ジ・アースに存在する幻夢神の現し身はTISのみである。

## 守護者
守護者とは、八大神の部下である亜神たちのことで、八大神に認められた人間や精霊たちが天上界の神々から力を授かることで守護者となる。守護者たちはそれぞれ直属の上司となる八大神が決まっており、その上司が管理している人間界の人間たちを導く。
守護者たちがどのようにして人間たちを導くかは主八界ごとによって異なる。第三世界の守護者のように直接人間たちの先頭に立って社会を実効支配する守護者もいれば、第一世界の守護者のように陰ながら人間界を見守る守護者もいる。
守護者の中には黒神直属の守護者もおり、多元宇宙全体で害になるものを駆除しているという。

### 第一世界ラース＝フェリアの守護者
第一世界ラース＝フェリアでは、古代神戦争の後は天神（八大神の一柱）が直接降臨して文明の基礎を人間たちに与えた。こうして生まれたのが超古代文明であるフロレターリア文明である。天神は天界にかえった後、フロレターリア文明を支えた十六神王の中から7人を守護者に選んだ。なお、この十六神王のうちイクツェルとエルオースは魔王となっている（「#冥界の魔王」を参照）。
ラース＝フェリアでは7人の守護者が7つの地域をそれぞれ守護していると考えられており、有史より世界は7つの文化圏に分けられ続けている。守護者たちは基本的には人間たちの自立性を尊重しているため、人々の前に堂々と姿を見せることは少なく、影から世界を護っている（人が神々に頼りすぎるようになることを危惧している、ともとられている）。
「ラース戦役」の初期はラース＝フェリアへ向かっていた異界の軍勢が天上界へも攻めてきたためその防衛線にかりだされ、その結果、敵は撃退したものの、十六王紀末期に覚醒し七紋章紀初期に天界に昇った8人目の守護者であるティアナを除く守護者の肉体が滅んでしまった。守護者の魂は世界中にある七つの砦の中で肉体が再生するまで休み続けてきた。
ラース戦役がエルオースの復活と七冥魔王の出現によって事実上の停戦に追い込まれ、「第二次古代神戦争」の時代に移った『セブン＝フォートレス メビウス』では、初期に炎の守護者ジュグラットが復活しており、これを皮切りに他の守護者の再生も期待されている。
空の守護者ヴァレリア
シェローティア地方の守護者。白い神官服の青年。法と秩序を司る。七守護者のリーダー格。白銀の魔杖クラヴィナーを所持。
炎の守護者ジュグラット
フレイス地方の守護者。燃え盛る炎のような豪胆な麗人。激しい愛を司る女神。所持する武器は双子魔剣クィンティ。
七紋章紀008年、炎導王ラーガ＝ラギアの重臣サンチョの密命でフレイスの貴族令嬢シーナ・ド・ゴールディ救出に出発した探索者たちの前に、「炎の宝珠に選ばれた勇者を見守る精霊」ジュラと称して出現した。長い戦いの中で探索者たちを導き、冥嵐王ベーグラーから奪回したフレイスの炎砦にてジュグラットとしての姿を取り戻す。
森の守護者スィフラヴ
フォーラ地方の守護者。緑色のローブをまとった厳格にして温厚な男性。真理を司る。
海の守護者ティーシャ
フォーチューン地方の守護者。白い薄衣をまとった青色の髪の女神。慈愛を司るが、命を護るための破壊の力、すなわち自衛も司る。
闇の守護者ジョシュア
リーン地方の守護者。黒い髪の女戦士。冷静さと判断力を司る。
氷の守護者ロンドヴィル
アルセイル地方の守護者。彫刻のような冷たい美しさを持つ中性格。孤独と威厳を司る。
幻の守護者フェザンティ
ラ・アルメイア地方の守護者。紫がかった髪を持つ旅人の青年でトリックスター。気まぐれさを司る。
時の守護者ティアナ
ヴァレリアの妹。人間界と神界を直接つなぐ「天界の塔」の入口の守護者。落ち着いた青紫色の髪の少女。時を渡る力を持つ。魔王を封印できる勇者を神界に導く役目も担っている。
人間界に転生し、十六王紀963年に覚醒、七紋章紀006年に正式に8人目の守護者に列せられたため、ほとんど存在を知られていない。
人間であった頃はライム＝ケーベルという名前で、十六王紀末期、自身の眷属であるティアン族がシェローティア地方に設けていた隠れ里に赤子の姿で降臨した。ケーベル姓を称したのは、隠れ里の聖地「ティアンの森」にある神殿を司る大司祭ジーアス＝ケーベルが彼女を引き取ったからである。ライムが持つ時間移動の力は、元来ティアナが兄ヴァレリアと盟友フェザンティから教わったものであった。
後に「サライの八導師」の一人となり、その指導者となった。八導師が七紋章紀においてラース＝フェリア7地方を統治する「七導王」となり数が合わなくなったのは、ライム＝ティアナが天界に帰ったためである。ライムについての詳細はリプレイ『フォーチューンの海砦』『黒き星の皇子』も参照。

### 第三世界エル＝ネイシアの守護者
第三世界エル＝ネイシアを管理する地神（八大神の一柱）は古代神戦争の時点で何人かの守護者を有していたらしいが、戦争で生き残れたのはアンゼロットとイクスィムだけであった。古代神戦争の後、地神はこの二人の女神を地上に派遣し世界を管理させた。しかし世界が発展しすぎ、二人のみでは管理が立ち行かなくなったために、古代神戦争で砕け散った6人の守護者の欠片を使って第三の守護者である男性神エルンシャを作り出した。
しかし、二人の女神はこの男性神と恋におち、地上の仕事を行わなくなってしまう。怒った地神がエルンシャを10の欠片に砕いた結果、欠片から5の守護天使（聖姫）が生まれた。その後、地神の命により二人の女神は地上に降り立ち人間たちを直接導いた。この後に起こった古代神との戦争の結果、この二人の女神は滅び、新たに生まれた女神セフィスが第三世界唯一の守護者として世界の住人たち（下僕）を直接統治している。ただし現在セフィスは人間に転生しており守護者の力を持たないため、第三世界の守護者は星王神エルンシャのみである。
月女王アンゼロット
声：小暮英麻
夜の世界を治める守護者にして地上を導く超女王。黒を基調とする外見イメージで悪の大魔王のような外見。冷静にして冷徹な性格。古代神や闇姫の勢力との戦い「九姫争乱」により死亡した。
後に八大神の一柱である幻夢神によって転生させられ第八世界ファー・ジ・アースの守護者に任じられたが、第二次古代神戦争の際、古代神エルヴィデンスの転生体である宰相セルヴィ・エンデに対抗するため、地神に願い出てエル＝ネイシアに帰還。外見や性格はファー・ジ・アース転生後のものだが、右目に超女王の力を宿している。
陽女王イクスィム
昼の世界を治める守護者にして地上を導く超女王。白を基調とする外見イメージで慈愛あふれる女神。しかし裏では腹黒い。古代神や闇姫の勢力との戦い「九姫争乱」により死亡した。
後に裏界の魔王ルー・サイファーにより復活させられ裏界帝国の手駒となるが、アンゼロットとウィザード達に倒され魂はアンゼロットと同化した。
星王神エルンシャ
古代神戦争で砕けた6の守護者の欠片から生み出された男性神。悪人ではないが優柔不断でアンゼロットとイクスィムの二人の求愛にはっきりした態度をとらなかったため、二人の女神が地上を荒廃させる遠因を作った。地神はこれを女神達以上にエルンシャに罪があると判断し、エルンシャの身体を6つに砕いた（うち5つは古代神の介入により更に砕かれ、最終的に11に分かれ、それぞれが守護天使である聖姫・闇姫となった）。
後に復活し、第三世界の統治を人間の自主性にまかせて天界へ帰還する。しかしセルヴィの罠によって、神姫として選ばれた人間達に守護者としての力を分け与え、弱ったところを再び砕かれるはめになった。
超女王セフィス
アンゼロットとイクスィムが死の直前に二人の力を掛け合わせて創造した第四の守護者。「九姫争乱」の後、人間に転生したが、第三世界の最高統治者としての女王の地位は変わっていない。しかし実権はセルヴィにすべて握られており、しかも統治能力を持たないただの少女であるように幼い頃からずっと養育されている。
また、エルンシャの素となった6人の守護者は以下である。全て女神であった。「エルンシャ」の名前はこの6人の頭文字をつなげたもの (ELNSIA) である。さらにこの6人の頭文字を少し並べ替えると、「エル＝ネイシア」になる。
- エミュ
- ルクセクト
- ネイ
- シェイクリ
- イクストラ
- アーハルト

### 第五世界エルフレアの守護者
第五世界エルフレアには守護者は現在不在である。理由は不明。この世界では歴史上、火神（八大神の一柱）が直接の統治を行っていた。そのため、この世界では神という存在の影響力が大きく、火神は守護者にはない絶大な力で世界に干渉していた。それが後に、エイサー王国建国王アストムに人間を神から独立させようという思いを与え、神に背信するきっかけになった。

### 第八世界ファー・ジ・アースの守護者
第八世界ファー・ジ・アースの守護者は"真昼の月"アンゼロットといわれる少女であり、彼女一人が守護者の任についている。世界と人間を深く愛しているが、目的のためには犠牲を辞さない冷徹さもあわせ持つ二面性のある守護者である。
第八世界では幻夢神（八大神の一柱）がほとんどの力を「夢を見る」ことに使っているため、守護者を作るために力を分け与えるほどの余裕をもっていなかった。そのため、はじめから守護者の力を持っている異世界の者を第八世界の守護者にスカウトした。それに抜擢されたのが第三世界で守護者を務めていた月女王アンゼロットである。幻夢神は「九姫争乱」によって死亡したアンゼロットの魂を拾い上げ、転生の代償として第八世界の守護者の任を与えた。第八世界の守護者はアンゼロット一人だけである。なお、第三世界のもう一人の守護者であるイクスィムの魂は裏界帝国の魔王ルー・サイファーに拾われ、転生の代償として侵魔（エミュレイター）の統率者としての任が与えられた。後にアンゼロットに倒され現在は二人の魂は同化している。
アンゼロットは世界結界に定められた「常識」に従い地上で守護者としての絶大な力を発揮することは禁じられている。ただし、ただの人間としての活動は許されているため、ウィザードたちの統括組織である世界魔術師協会の長の任につき、世界中のウィザードたちにエミュレイター撃退の任を与えている。
第二次古代神戦争の際、アンゼロットはエル＝ネイシアに帰還のおり赤羽くれはを自身の代行者として指名した。これは帰還が短期的なものとなると予想してのことだが、その予想に反してアンゼロット不在が長期化しており、さまざまなひずみが現れてきている。
『セブン＝フォートレス メビウス』のサポート記事において、かつて神として信仰され、主八界全体を広く観る視点をもつという設定の魔王フール＝ムールの口を通じて、アンゼロットは後事をウィザードたちに任せられると判断してエル＝ネイシアに帰還したこと、そのため現在の守護者はウィザードたちであるとも言えるという見方が提示されている。

### 精霊界の守護者
人間たちが住まう人間界に守護者がいるように、精霊たちが住まう精霊界にも守護者がいる。精霊界の守護者は精霊王という称号を持つ。精霊王は各精霊界を管理する八大神のいずれかに仕えており、精霊たちを護り導いている。
- 地の精霊界 : 地の精霊王ラサ
- 水の精霊界 : 水の精霊王クィンティ
- 火の精霊界 : 火の精霊王カーン
- 風の精霊界 : 風の精霊王リ・ラスィ＝シェフィールド

これら精霊王の中で良く知られるのは風の精霊王リ・ラスィ＝シェフィールドである。彼はプラチナブロンドの長髪を持った美青年として人間界に良く現れる。第一世界ラース＝フェリアでは無限の命を持つ大賢者として知られる伝説上の存在で、歴史の節目に勇者たちの前に現れて導くことがある。リプレイ『アルセイルの氷砦』、『フォーラの森砦』でもキーパーソンとして登場している。

## 守護天使
守護天使とは守護者の手足となって働くエージェントのことである。守護者によって創造される。多くの守護天使は高い戦闘力をもち、世界の危機などでは積極的に戦いの最前線に降臨し、敵を叩き人類を導く。
天上界への来訪と居住を許されている存在の中では守護天使が最下層であるといえる。

### 第一世界ラース＝フェリアの守護天使
第一世界ラース＝フェリアには8人の守護天使が存在する。全員が女性。異世界の軍勢が第一世界に攻め込んできた「ラース戦役」以降、第一世界は普段にも増して深刻な危機に見舞われており、守護天使たちが敵と激しい戦いを行っている場面を目撃する者が増加している。また、現在では守護者の魂が眠る七砦を護る任務も与えられている（#第一世界ラース＝フェリアの守護者の節を参照）。なお、高度な魔術師は守護天使を召喚し使役できる（『セブン＝フォートレス Advanced』のサプリメント『セブン＝フォートレスEX』に守護天使召喚の魔法がある）。
かつて第一世界の守護天使たちは第五世界エルフレアへ攻め入ったことがあるため、それが「ラース戦役」において第五世界が第一世界を攻撃する口実にされている。
空の天使クライア
空砦の守護天使で空の守護者ヴァレリアに仕える。風と雷、そして聖なる力の扱いに長ける。
炎の天使フルクラム
炎砦の守護天使で炎の守護者ジュグラットに仕える。炎を操り、武器戦闘を得意とする。
森の天使ラプンツェル
森砦の守護天使で森の守護者スィフラヴに仕える。木々や生命の力に長けている。索敵を得意とする。第五世界での第二次堕天使戦争の際には洗脳された古代神側についた過去がある。
海の天使ネイティエル
海砦の守護天使で海の守護者ティーシャに仕える。海や水の力に長けている。防御と情報分析を得意とする。
闇の天使エルフィット
闇砦の守護天使で闇の守護者ジョシュアに仕える。静寂や死の力に長けている。武器と魔法の両方を得意とする。
氷の天使ゴスペル&アスベル
氷砦の守護天使で氷の守護者ロンドヴィルに仕える。双子天使で氷や冷気の力に長けている。ゴスペルが攻撃魔法、アスベルが治癒魔法を得意とする。
幻の天使ライキ
幻砦の守護天使で幻の守護者フェザンティに仕える。幻影や時、夢などの力に長けている。他の天使への伝令や援護をつとめる。

### 第三世界エル＝ネイシアの守護天使
第三世界エル＝ネイシアの守護天使は、この世界の守護者である「星王神エルンシャ」を八大神の一柱である地神が砕き、その欠片から生み出された「聖姫（セント★プリンセス）」と言われる存在である。地神は本来は5の聖姫を生み出しエルンシャに代わり地上を治めさせる予定であった。しかしエルンシャの5の欠片は古代神エルヴィデンスにより半分ずつが奪われ、それらの半分の欠片から古代神の尖兵として洗脳された悪の守護天使「闇姫（シャドウ★プリンセス）」が生まれる。この結果、第三世界で聖姫と闇姫の闘争が起こり、双方相打ちになって眠りにつく。地神は世界のどこかに眠る10の姫を再び回収しエルンシャを復活させて全てをやりなおすため、守護者アンゼロットと守護者イクスィムに回収を命じた。しかしそれが二人の守護者同士による聖姫争奪戦に発展する。
後に復活した闇姫と聖姫たちが争う「九姫争乱」が起こるが、最終的に聖姫たちが古代神エルヴィデンスと闇姫を打ち倒した。その後は聖姫と闇姫の守護天使としての力は天上界に返されエルンシャは復活を果たした。聖姫たちは一部をのぞき人間に転生し、この世界の下僕たちを統率する聖王として君臨している。しかし、旧聖姫たちは古代神の尖兵である宰相セルヴィ・エンデによって次々と暗殺されている。これは聖姫の魂を一旦冥界に堕とすことで、その魂を邪悪な契約で縛り「冥界の聖姫」として再転生させるためである。こうしていくつかの聖姫が契約に縛られ「ラース戦役」に秘密裏に投入されている（リプレイ『ラ・アルメイアの幻砦』参照）。
なお、「ラース戦役」に端を発しエルンシャが再び砕かれたことによって、聖姫の力を持つ存在が再び生み出されることが予言されている。その聖姫は誰かは設定されていない。なぜならそれは『セブン＝フォートレスV3』では「セント★プリンセス」のキャラクタークラスにクラスチェンジしたプレイヤーキャラクターが担当するからである。
旧聖姫、旧闇姫については以下。
聖水姫（セント★アクア）
〈水〉属性の力を持つ守護天使。高い知性と防御力を誇る。古代神に奪われた半身は闇海姫が対応する。九姫争乱後に人間に転生。神姫の力に目覚めるも、自分が何をするべきかをまだ見出していない。
聖地姫（セント★ガイア）
〈地〉属性の力を持つ守護天使。地神が隠し持っていた「エルンシャの6番目の欠片」から生み出された最強の聖姫。半身を古代神に奪われていない。九姫争乱後に人間に転生。神姫の力に目覚め、第二次古代神戦争では再臨した月女王アンゼロットの側近・指揮官として活動している。
聖金姫（セント★ゴールド）
〈金〉属性の力を持つ守護天使。聖姫のリーダーだが傲慢な性格。古代神に奪われた半身は闇皇姫が対応する。人間に転生後、暗殺され、冥界の聖姫として再転生する。ラース戦役の最終決戦でラース＝フェリア軍と激闘を繰り広げた。
聖火姫（セント★フレイム）
〈火〉属性の力を持つ守護天使。聖姫最大の攻撃力を誇る武闘派。古代神に奪われた半身は闇天姫が対応する。人間に転生後、暗殺され、冥界の聖姫として再転生する。ラース戦役の最終決戦でラース＝フェリア軍と激闘を繰り広げた。
聖木姫（セント★ウッド）
〈木〉属性の力を持つ守護天使。どじでどべでどんくさい。古代神に奪われた半身は闇風姫が対応する。人間に転生後、トレントたちに囲まれて平和に暮らしている。神姫の力を宿しているのだが本人はそのこと自体に気づいていない。
聖土姫（セント★ソイル）
〈土〉の属性を持つ守護天使。古代神に奪われた半身は闇冥姫が対応する。
闇冥姫（シャドウ★プルート）
〈冥〉属性の力を持つ闇の守護天使。人の心を支配する呪詛を吐く魔女。聖土姫と対を成す。九姫争乱後の詳細は不明だが人間に転生後に生存中だと思われる。第二次古代神戦争では、宰相セルヴィの側近に「闇冥姫」を名乗る女官が存在しており関係を疑われている。
闇海姫（シャドウ★ネプチューン）
〈海〉属性の力を持つ闇の守護天使。残虐な性格で血を好む幼女。聖水姫と対を成す。九姫争乱後の詳細は不明だが人間に転生後に生存中だと思われる。
闇風姫（シャドウ★エア） / 聖風姫（セント★エア）
〈風〉属性の力を持つ闇の守護天使。闇姫の中では素直で優しい性格を持ち闘うのを嫌う。聖木姫と対を成す。聖地姫に砕かれた後に聖風姫として生まれ変わる。争乱で力を使い果たして魂が完全消滅したため転生できていない。
闇天姫（シャドウ★ウラヌス）
〈天〉属性の力を持つ闇の守護天使。クールビューティーだが闇風姫に常軌を逸した愛情をもっている。聖火姫と対を成す。九姫争乱の際は古代神を裏切り聖姫側についた。争乱後になぜか人間に転生することができなかった。古代神の陰謀にいち早く気づき世界を護るために尖兵と闘い続けている。第二次古代神戦争時はラース＝フェリアを拠点としているようだ
闇皇姫（シャドウ★ネメシス）
〈皇〉属性の力を持つ闇の守護天使。闇姫の中ではリーダー格で古代神の影響をもっとも強く受けている。聖金姫と対を成す。九姫争乱では黒幕であった古代神エルヴィデンスを出し抜きその力を吸収してラスボスとなった。争乱後は完全消滅したと思われていたが、ラース戦役で冥界の闇姫として復活していることが確認されている。

#### 神姫（エターナル★プリンセス）
エル＝ネイシアの宰相セルヴィ・エンデがラース戦役に際して、星王神エルンシャの加護をもって、かつての聖姫の力を選ばれたいくらかの下僕に分け与えた。こうして生まれたのが上級下僕ともいえる神姫（エターナル★プリンセス）である。『セブン＝フォートレス V3』および『セブン＝フォートレス メビウス』では「エターナル★プリンセス」のキャラクタークラスを持つプレイヤーキャラクターが神姫となることができる。また、かつての聖姫たちは人間に転生後も神姫としての力を有している。
神姫の多くは宰相セルヴィに騙されて彼女の支配下に入っているが、中にはセルヴィの真意を知りつつそれに積極的に協力する悪の神姫もいる。そのような神姫は影姫とも呼ばれる。影姫の多くは動物をモチーフとしている。
聖華姫（セント★ガーベラ）
古参の神姫の女性で、反セルヴィ軍の神姫たちのまとめ役。宰相セルヴィが古代神に操られていることに早くから気づいた。ラース戦役中に自軍を裏切り反乱軍を結成。第一世界ラース＝フェリアとの協力同盟を締結させる。また、第八世界ファー・ジ・アースの異世界間組織ロンギヌスの一員でもあり、アンゼロットの伝令として主八界全土に活動を広げている。
影狼姫（ダーク★ウルフ）
宰相セルヴィに忠誠を誓った暗殺者。凛とした銀髪の女性。人間に転生した聖姫を次々と暗殺した。
影羊姫（ダーク★シープ）
聖姫の力を得た恐るべき影姫。巨大な斧で武装した小柄な少女で、過剰なほどの自信にあふれていていつも人を見下している。
影鼠姫（ダーク★ラット）
宰相セルヴィの手下。とてつもなく利己的な性格をしており忠誠心は欠片もない。小物だが生き残るための術は優れている。

### 第五世界エルフレアの守護天使
第五世界エルフレアの守護天使は他の世界と違い、守護者ではなく第五世界の管理神・火神に仕える。これは第五世界に守護者が不在なことに起因する（理由は不明）。全部で8人の女性守護天使が存在しており、地上の危機に対してたびたび降臨し世界を救っていたといわれる。しかし、あるときに第一天使セラが人間の青年アストムと恋に落ち、彼の「人間を神の支配から解き放ち独立した存在にしたい」という願いを叶えるために天上界に対して反乱を起こす。その過程で仲間の7人の守護天使は殺された。そして地上に残ったセラの協力を得たアストムは人間社会を統一して王となる。この事件に火神は怒り、世界をリセットすべく粛清の光で世界の半分を焼き尽くした。しかし、セラはこのときに滅びることはなく、その後も人間世界を神々の粛清から陰ながら護り続けた。
それから50年後、天上界による完全なる世界の粛清計画が再開された。第一天使セラはこれから起こる天上界と人間界との戦いで人間たちを勝たせるべく、かつて殺した天使たちから生み出された天使の力の結晶体エンジェルシードを人間たちに託し、何人かの人間を守護天使として覚醒させた。一方、天上界の神々もまた、天使たちを使って人間界を攻めた。火神はエンジェルシードの欠片を使い異形の天使を派遣し世界の粛清を目論んだ。この、天使同士の戦いが「第一次堕天使戦争」である。堕天使戦争の末期にセラは命をかけて地上と天界とをつなぐ門をとざし、天上界からの干渉が行いにくくしてしまっている。この結果で天上界と人間界は和解し、人は真の意味で独立を果たした。このときエンジェルシードは失われ世界のどこかに散らばった。また、第一天使セラも行方不明となる。
しかしその後、捕らえられた第一天使セラに冥界の力を注ぎ込み生み出された闇のエンジェルシード、ダークシードが古代神の神官ディストにより人間世界に持ち込まれた。その力の誘惑に勝てなかった人類はこれを使って新しい力「闇の天使」を作り出した（もっともディストはその正体を隠していたし、冥界の力を使っているとは知らされていなかった）。これに対して天上界は再び怒り、八大神の一柱である天神によって第一世界ラース＝フェリアの守護天使が第五世界に派遣され再び粛清が行われている。このときに行われたラース・シリーズ（第一世界の守護天使のこと）と第二次人造天使との戦いを「第二次堕天使戦争」と言う。この戦いは最終的には古代神の復活の危機に対して、ラース・シリーズと第二次人造天使が手を組むことが停戦のきっかけとなり、終戦した。この経緯からラース・シリーズは生み出された第二次人造天使については悪とみなさずそのまま天上界に帰還した。
その後、ダークシードは禁忌とされたが、それから3年後にエイサー王国の宰相ミカエルがダークシードの量産を開始する。これはラース＝フェリアへの報復戦争を行うための兵士を作りだすためと説明された。1000を越える第三次人造天使が作り出された。それらは現在、ラース＝フェリアに攻め込んでいっているが、実はミカエルは古代神に操られておりこの計画は古代神の陰謀によるものである。
現在の第五世界エルフレアでは天使といわれる存在は上記のように「真の守護天使」「第一次人造天使」「第二次人造天使」「第三次人造天使」以下の4つのカテゴリに分けられる。現在において天上界にて真の守護天使として存在しているのは最終天使ルシフェルのみである。

#### 真の守護天使
天上界に仕えていた本来の守護天使。8人いたが全員死亡している。ただし第八守護天使フェルミオンのみ最終天使ルシフェルとして生まれ変わり現在でも天上界で神に仕えている。
第一守護天使セラ
堕天使。人間の青年と恋におち、彼の人間を神から独立させたいという夢に共感し天上界を裏切る。その後、古代神の神官ディストに捕まりダークシードを生み出す触媒にされたあげくに古代神の器となり、洗脳されて世界の敵に回る。しかし、彼女の根源は常に人を愛し彼らを護りたいという気持ちであり、それがいつも裏目にでて利用されてしまうことになっている。菊池たけしは彼女を「ぶっちぎりの汚れ役」と称する。
天使たちにより打ち倒された後は冥界落ちし、そこで封印されていたが、後に全ての世界の人間たちを救うための永遠の贖罪を行うこととなる。第一世界ラース＝フェリアの「エンディヴィエの惨劇」の事件で他の魔王や冥界勢力とともに地上に脱出。この際は第一世界の人間のために戦い、後に第八世界ファー・ジ・アースに赴きなんらかの活動を行っているらしい。現在は「世良ナオミ」の名で人間に姿を変え、第八世界の管理神・幻夢神の写し身である少女「TIS（人間名「ゆうか」）」の守護を担当している。
第二守護天使リフリー
セラにより殺される。エンジェルシードはセラが回収し、第二人造天使メリースが受け継ぐ。
第三守護天使クィース
セラにより殺される。エンジェルシードはセラが回収し、第三人造天使カノンが受け継ぐ。
第四守護天使クレリア
セラにより殺される。エンジェルシードはセラが回収し、第四人造天使セリアが受け継ぐ。
第五守護天使アレクシア
セラにより殺される。エンジェルシードはセラが回収し、第五人造天使センカが受け継ぐ。
第六守護天使イーズィス
セラにより殺される。エンジェルシードはセラが回収し、第六人造天使リンが受け継ぐ。
第七守護天ヒューリィ
セラにより殺される。エンジェルシードはセラが回収し、第七人造天使トリシアが受け継ぐ。
第八守護天使フェルミオン
セラにより殺される。エンジェルシードは世界中に破片となり散らばった。後に人造天使の肉体を利用して最終天使ルシフェルとして転生する。

#### 第一次人造天使
滅んだ守護天使の力が詰まったエンジェルシードを人間に埋め込むことで人工的に作られた天使。8人いた。全員が女性である。厳密に守護天使と同じ力を持つものは第一次人造天使のみである。現在は第一次人造天使は天上界に上ったルシフェルと冥界に堕ちたセラとセンカを除く5人がエンジェルシードを失い人間に戻っている（ただし、一部のものは量産型の人造天使に再改装されている）。『セブン＝フォートレスV3』では「エンジェル」のクラスを持つプレイヤーキャラクターがエンジェルシードを手に入れることで「ガーディアンエンジェル」のクラスにクラスチェンジし、これで第一次人造天使と同じ力を発揮するようになる。
第一天使セラ
人造天使のふりをしていた第一守護天使。人造天使たちを導き天上界の異形の軍と戦う。武器は光の槍。
第二天使メリース
第二守護天使リフリーのエンジェルシードを後継した初の人造天使。人間に戻った後は王国指揮官になる。第三次天使に再改造されたがミカエルが古代神に操られていることに気づき、反乱軍の影のリーダーとなる。なお、リプレイ『フレイスの炎砦』のPCであるザーフィーとは微妙な男女の仲。
第三天使カノン
第三守護天使クィースのエンジェルシードを後継した人造天使。地の精霊族エルフの弓使い。エンジェルシードを失ってからはエルフの長老になる。
第四天使セリア
第四守護天使クレリアのエンジェルシードを後継した人造天使。前向きな性格だが頭が悪い。エンジェルシードを失ってからは世界中を旅している。
第五天使センカ
第五守護天使アレクシアのエンジェルシードを後継した人造天使。覚醒と同時に堕天使化し人類の敵に回る。第一次堕天使戦争の最後まで人類側の味方に戻ることはなく最終的に倒された。魂が冥界に落とされた後に「冥界の天使」として復活し冥界陣営の尖兵となる（リプレイ『ラ・アルメイアの幻砦』）。
第六天使リン
第六守護天使イーズィスのエンジェルシードを後継した人造天使。享楽的な性格の両刀使いの踊り子。エンジェルシードを失ってからも踊り子は続けている。
第七天使トリシア
第七守護天使ヒューリィのエンジェルシードを後継した人造天使。絶大な魔力で成長が抑えられており見た目は12歳。エンジェルシードを失ってからはテラ共和国の宰相になるが見た目は変わっていない。
最終天使ルシフェル
第八守護天使フェルミオンの生まれ変わった姿。七つのエンジェルシード全てを使って魔法剣士ルシフェル＝アークにとりつくことによって生まれた存在。現在では天上界で神に仕える唯一の守護天使として存在している。

#### 第二次人造天使
第一守護天使セラを触媒に冥界の力をこめて生み出されたダークシードを人間に埋め込むことで人工的に作られた天使。7人いた。新第三天使ディストを除き後は女性。黒い翼を持つのが特徴。いくらかの天使は冥界の力に飲み込まれ闇の天使として堕天使化している。第二次人造天使たちは第一次人造天使と違い現在でも黒い天使の力を持ち続けている。
新第一天使テトラ
最初の第二次人造天使。おっちょこちょいだが明るい性格。
新第二天使シンセ
二番目の第二次人造天使。きわめてマイペースな性格。
新第三天使ディスト
三番目の第二次人造天使。ダークシードをもたらした古代神の神官ディストが自ら人造天使となった姿。初の男性天使。第二次堕天使戦争の最終局面で死亡している。魂が冥界に落とされた後に「冥界の天使」として復活し冥界陣営の尖兵となる（リプレイ『ラ・アルメイアの幻砦』）。
新第四天使サラ
四番目の第三次人造天使。改良されたダークシードを埋め込まれた「後期型人造天使」である。得意武器は剣。改良ダークシードの影響で精神が抑制され、一時期は古代神側の勢力に操られていた。現在は第八世界の守護者アンゼロットが組織する超次元戦闘集団ロンギヌスのメンバーをしていて、第五世界担当である。
新第五天使ルカ
五番目の第三次人造天使。改良されたダークシードを埋め込まれた「後期型人造天使」である。エセ関西弁を操る。現在は仮面をかぶってさすらいのヒーローをしている。
新第六天使トリスティア
六番目の第三次人造天使。改良されたダークシードを埋め込まれた「後期型人造天使」である。竜使い。
新第七天使エクス
七番目の第三次人造天使。改良されたダークシードを埋め込まれた「後期型人造天使」である。最終決戦直前に覚醒したため活躍はあまり知られていない。

#### 第三次人造天使
ダークシードの模造品を作り出し量産化された人造天使。オルタネイティブ・エンジェルとも呼ばれる。その力はかつての人造天使にはおよばないが、天使の力を成長させていくことができる。男女比率は同じ程度。『セブン＝フォートレスV3』では「エンジェル」のキャラクタークラスを持つプレイヤーキャラクターが第三次人造天使と同じ力を発揮するようになる。

### 第八世界ファー・ジ・アースの守護天使
第八世界ファー・ジ・アースにも守護天使は多くいる。しかし第八世界を扱った作品であるテーブルトークRPG『ナイトウィザード』ではNPCとして著名な守護天使は設定されていない。それは「使徒」のキャラクタークラスをもったPCが守護天使となるのが前提だからである。

## 古代神
この多元宇宙には神々のライバルとして古代神の一派がいる。彼らは神話時代に超至高神の一派に封じられるかもしくは殺されたりしたが、封じられたものはいつか来る復活のチャンスを虎視眈々と狙っている。また、殺されたものであってもその存在は欠片となり別の存在に生まれ変わることが多い。そのような「欠片」の中には古代神の意識と力の一部をとりもどし、力をつけ神々への反逆をたくらむものもいる。『ナイトウィザード』のキャラクタークラスである「大いなる者」はこの死んだ古代神の力の一部を受け継いだ生まれ変わりである。PCとして「大いなる者」は古代神の力に覚醒しながらも、世界を護る側についたものたちのこととなる。
封印された古代神は宇宙の様々な場所にいる。強力なものたちは冥界に封じられたが、他にも闇界や裏界、また精霊界や人間界に封じられた古代神も多数存在する。精霊界や人間界に封じられたものは稀に封印の解放の危機にさらされることもある。
また、近年は幻夢界の力が失われたために裏界や闇界、冥界などから古代神が力の一部を飛ばし人間を乗っ取ったり、力の弱い分身を派遣して陰謀をなしたりすることも増えてきた。また、古代神を信仰する人間もおり、彼らは古代神の望みを叶えるために人間界で様々な事件を起こす。古代神の使徒や分身、また信奉者たちが起こす事件は、最終的に古代神の復活につながっているもののことが多い。
古代神は108柱いるだけあって強さはピンからキリまである。基本的には冥界に封じられた者たちはケタはずれに強い。そのような古代神たちを魔王と呼ぶこともある。裏界や人間界に封じられたものは冥界の古代神ほどの脅威ではない。
菊池たけし作品では冥界の古代神がその肉体をもって完全復活した例は数少ない。これは設定上あまりにも強大であるために出しにくいというのもあるようだ。しかし、「古代神に操られた人間」や「古代神の力を取り入れられた人間」などを使って冥界の古代神が不完全復活をする例は菊池作品では多く、よくラスボスとなる。
『超女王様伝説 セント★プリンセス』では闇風姫の肉体を器として古代神エルヴィデンスが、『エイスエンジェル』では第一天使セラの肉体を器として古代神（名前は明かされていない）が、リプレイ『フォーラの森砦』では魔王エンディヴィエの身体の一部が、リプレイ『ラ・アルメイアの幻砦』では神王エルオースの分身が、それぞれラスボスになっている。一方、『ナイトウィザード』の世界である第八世界は世界結界の護りがあるため、これまで冥界勢力の侵攻はせいぜい闇界どまりであった。そのため『ナイトウィザード』に出てくる古代神たちは裏界出身者や人間界に封印されていたものたちが中心となり、商業シナリオなどでは比較的弱めの古代神が手軽に出てくることがあった。しかし「The 2nd Edition」移行後に冥刻王メイオルティスが襲来した事で、古代神の攻勢が本格化する兆しを見せている。

## 魔王
魔王とは「神々に匹敵する力を持つ敵対者」全般を表す言葉であるが、現在では冥界および裏界の"王"たちを特に魔王と呼ぶことが多い(世界の危機をもたらす存在はその種族や出自を問わず「魔王」と一緒くたに扱っていることも良く見られる)。
冥界も裏界も古代神とその眷属を封じるために作られた世界であるのだが、他の者たちを手下として支配し、自らの国を作り出した。そのような者たちを人々は畏怖をこめて「魔王」と呼ぶ。魔王同士は対立することが多く、下位の魔王が上位の魔王を陰謀などで嵌めて、力関係を逆転させてしまうという下克上も日常茶飯事でもある。

### 冥界の魔王
冥界は原初の混沌が封じられた世界であり、ここに封じられた古代神とその眷属は混沌に飲まれて消滅したものが多いが、中には混沌の力を吸収してさらに強化されたものもいる。彼らはその力で冥界に冥魔の国を作り支配している。冥界は邪と闇と混沌が瘴気となって渦巻く危険な世界であり、そこを統治できるものは世界そのものを作り変えるだけの力をもつ相当な実力者ということとなる。冥界の魔王軍の構成は当然、冥魔が中心になる。
幻夢界が力を失った近年は、各人間界に開いた冥界と人間界をつなぐ穴「クリーチャーホール」を使って魔王たちが冥魔の軍を派遣し、いくつかの人間界を攻めるようになった。

#### 三大魔王
星降る夜の王エンディヴィエ
冥界でも最強といわれた魔王。破壊の化身であり、冥界にそのまま閉じ込めても冥界そのものを破壊する可能性をもつため、第一世界の8人の守護天使たちが協力してその身体を七つに砕き、その上で冥界に封印した。リプレイ『フォーラの森砦』にその一部が登場する。エンディヴィエの正体は「外世界」の超常存在（超至高神と同じ程度の存在）である「破壊者」の小指である。
沼の王ザクラ＝ドゥム
あらゆるものを腐らす腐敗の王。考えが浅いところもあるがパワー押しするタイプ。
死の王アイセン
冥界の墓所の主。エンディヴィエの心臓を埋め込まれたため、不死である。しかし死の王であるがゆえに生の空しさを知っており、この呪われた生から解放されたがっている。「死の剣」といわれる武具を所有。

#### その他の魔王
霊王イクツェル
第一世界の古代文明に居た「十六神王」の一人で、天上界の神々に反乱をおこそうとたくらみ他の神王に倒された。第一世界において存在している「宝珠」（リプレイ『アルセイルの氷砦』を参照）のうち、あってはならない八番目の宝珠「霊の宝珠」を持つ。
後に冥界におち魔王となる。星降る夜の王エンディヴィエを使って多元宇宙そのものを滅ぼす「破壊者」の召喚を試みた。
第八魔王ゼイドラック
かつてエンディヴィエと戦いあって引き分けたことから、エンディヴィエと匹敵する力を持つともいわれる魔王。第一世界の統治者の一人、空導王がエンディヴィエに対抗するためにゼイドラックを復活させてぶつけようとしたことがあった（リプレイ『宝玉の七勇者』参照）。「シェローティアの空砦」では、PCの一人アルゲル＝アルガロードの使役するメディウムとして登場している。
魔王ディグルガーヴ
第一世界に10番目のクリーチャーホールを開いた魔王。リプレイ『フレイスの炎砦』参照。
魔王デスノート
仮面をつけた道化の姿をした自称「最弱の魔王」。戦闘能力は全くないが、死者を無尽蔵に復活させる「呪い」を使うことができる。リプレイ『ラ・アルメイアの幻砦』参照。
神王エルオース
第一世界の古代文明に居た「十六神王」の一人で、本来は守護者となるはずだったが天上界に上る途中で古代神につかまり冥界に落ち魔王となった。天上界の神聖力と冥界の混沌の力を同時に持つ魔王である。エルオースが魔王と化した瞬間、それに脅威を感じた八大神全てが協力してエルオースを八つの欠片に砕き、欠片を主八界にそれぞれ一つずつ分けて封印を施した。
天上界の神聖力ならば、世界中に存在する「神々の封印」をたやすく解くことが可能なため、数多い古代神勢力がエルオースの復活に協力した。第一世界に現れたエルオースの欠片がリプレイ『ラ・アルメイアの幻砦』で倒されたために、エルオースの完全復活は防がれたが、残りの七つの欠片が第一世界に集結し、そこから冥魔七王と呼ばれる七体の魔王が新たに生まれる。この結果、第一世界は冥界に落とされることになった。
冥嵐王ベーグラー
冥界に落ちた第一世界ラース＝フェリアのフレイス地方の支配者。全身鎧を着こんでおり、性格は傲岸不遜。
冥龍王クルムクドゥ
冥界に落ちた第一世界ラース＝フェリアのシェローティア地方の支配者。漆黒の竜頭を持つ男で、冥界でも名の知れた魔術師である。性格は冷静沈着で残虐無比、知略策謀を巡らし人類を情け容赦なく蹂躙する。
冥宮王パペロス
冥界に落ちた第一世界ラース＝フェリアのリーン地方の支配者。道化めいた奇態な衣装と頭部を覆う仮面を被った細身の男で、人類を滅ぼすよりも玩具にしていたぶることを好む。「冥宮王」の名の通り、世界を迷宮で覆い尽くそうという欲望を持っており、パペロスが支配するリーン地方では無秩序にダンジョンが出現する混沌とした地域となっている。
冥燐王エンダース
冥界に落ちた第一世界ラース＝フェリアのフォーラ地方の支配者。狐の様な仮面を被った男で、「強い者と戦いたい」という冥魔では珍しい性格の持ち主。
冥艶王ラムダスティ
冥界に落ちた第一世界ラース＝フェリアのフォーチューン地方の支配者。ポニーテールの髪型をした褐色肌の女性で、性格は非常に好戦的だが軽率ではない。
冥凍王
冥界に落ちた第一世界ラース＝フェリアのアルセイル地方の支配者。その正体はクルムクドゥが自らの鎧を冥魔王として操っていた偽りの存在である。
冥幻王ブラストハース
冥界に落ちた第一世界ラース＝フェリアのラ・アルメイア地方の支配者になるはずだったが、現界の際に「魂の短剣」に魂を吸われて行動不能に陥っていた。
冥魔王デューナ＝フィーネ
第八世界ファー・ジ・アースに封じられている魔王。元は裏界の魔王だったが、冥界の影響を受けて変質した。
冥姫王プリギュラ
第三世界エル＝ネイシアを拠点とする冥魔王。紫の長髪に右目にアイパッチをしている少女の姿で現れる。古代神エルヴィデンス（宰相セルヴィ＝エンデ）とは盟約を結んでおり、第二次古代神戦争においては表面的な活動を行っていないが、裏では様々な工作を行って第三勢力として活動している。
ジルコニア
第二世界エルスゴーラを拠点とする冥魔王。元々は冥魔に滅ぼされたパイリダェーザ帝国の巨大プラントのコンピュータだったが冥界の影響を受けて魔王となった。冥界の影響を受けた他の機械生命体たちはジルコニアを女王と仰いでおり、人間に代わって機械生命体たちの世界を作り出すために活動している。
冥刻王メイオルティス
声：田村ゆかり
第八世界ファー・ジ・アースを拠点とする冥魔王。ウィザードに敗れたアスモデートを利用して第八世界に現れた。時間を操る能力を持つ。ベール・ゼファーに執心しており、ベルを手に入れるため第八世界を破壊しようと目論むが、表界のウィザードとも共闘したベルやルー＝サイファーらの前に敗れた。現在は狭界の忘却世界に隠棲しつつ、直轄の冥魔を動かして工作を行っている。「アルティシモ」という剣を所有していたが、表界のウィザードに破壊されている。
その肉体は「ラ・アルメイアの幻砦」に登場した「神玉の欠片」の一つ。彼女がこの形で現界した経緯については「シェローティアの空砦」を参照。

### 裏界の魔王
裏界も古代神とその眷属を封じるために作られた世界であるが、冥界や闇界よりは好環境な世界である。
魔王はこの裏界を統べている古代神もしくは強力なエミュレイターであり、それぞれが自分の領土を持ち、民（エミュレイター）を従えている。裏界の魔王たちは実力に応じて階級がつけられる文化があり、原則的には下位の魔王は上位の魔王に逆らえないとされる(下位の魔王が上位に従わなくてはならない義務があるわけではないが、ただ相手が強力なので仕方なく従うというだけである)。魔王たちの勢力をまとめて裏界帝国と呼ぶ事もあるが、実際には強いまとまりをもった集団ではない。下克上は常に起こっており、上位と下位の階級は頻繁に入れ替わる。利害が一致すれば魔王同士が共闘することもあるが、基本的には魔王同士の間に信頼や忠節といった感情は皆無である。
下位の魔王が上位の魔王を打ち負かせば階級の上下はもちろん逆転するが、魔王同士が直接戦わなくても階級を上げることはできる。裏界帝国では「表の世界をいかに混乱させたか」の度合いによって魔王社会の階級が決まるという文化がある。そのため、多くの魔王たちは裏界帝国の中で地位を得るためにエミュレイターを表の世界に送り込む。また、魔王の中には自らの力の一部を別働の固体として顕現させることで表の世界に直接干渉することもある。この分身体を「現し身」と呼ぶ。
ただし、こうして生まれた現し身は非常に弱く、一般のエミュレイターと同程度である（世界結界や「夢」の妨害がある以上、魔王級の力を持った超存在が手軽に表の世界に出られるわけではない）。また、よほど強力な後ろ盾がないと魔王が表の世界に直接干渉することはない(表の世界で現し身を活動させることに集中している隙に、裏界において他の魔王の攻撃を受ける事もあり得るため)。
現し身が表の世界で殺されたとしても裏界の本体が死ぬわけではないが、本体のパワーを大きく減退させることはある(強力な現し身を作れば作るほど倒されたときの本体の弱体化も大きい)。力を減退させた魔王が元の力を取り戻すにはそれなりの時間か莫大なプラーナが必要となるため、強力な現し身を派遣することは魔王にとってもそれなりのリスクとなり得る。そのため、多くの魔王は安全策をとって現し身を派遣するときはパワーの弱いものを作ることが多く、表の世界での戦闘能力は一般のエミュレイターより弱いことさえある。魔王が現し身を使ってすることの多くは策謀や誘惑であり、直接的な破壊活動などは眷属のエミュレイターが担当することが多いため、戦闘能力はあまり必要としない。逆に言えば強力な現し身が派遣される場合というのは、魔王がリスクを背負ってまでも直接的な力を持って表の世界を侵略しようとしていることであり、重大な世界の危機が発生したことを示す。

#### 悪徳の七王
ベール＝ゼファー
ルー＝サイファー
クラス：転生者
声：宮崎羽衣
“金色の魔王”の二つ名を持つ魔王。爵位は大公。古代神の一人。傲慢を司る。第三天使の喇叭事件（ナイトウィザードルールブックに掲載）を起こした張本人。人間体の現し身の姿は金髪縦ロールの18歳（のちに6歳）の少女。傲慢だが支配者としての強いプライドを持ち、自らが支配するこの裏界を愛してもいる。ルーにとって裏界は護るべき安息の地であり、封印された地とは考えていない。嫉妬深い性格で、それゆえに他の魔王の邪魔をするために人間に手を貸すことがある。
人間界に送り込んだ強力な現し身が倒されたことで魔力を大きく減退させてしまい（リプレイ『合わせ鏡の神子』）、一時は支配者の地位から転落したかに見えたが、側近であるエイミーやイコ＝スーに、第八世界の次元の狭間に存在する自らの領地「ラビリンスシティ」を支配させ、復活を急いでいた。この間、魔王たちの間では、ルーによる危機管理スキームが発動されているとも知らず、次代の支配者の地位を巡って今まで以上に激しい陰謀戦が繰り広げられていた。
のちにテスラ＝陽炎＝フラメルという6歳の錬金術師の少女に転生（リプレイ『聖なる夜に小さな願いを』）。他の魔王に寝首をかかれないようラビリンスシティの宮殿に隠棲し、失われた自らの力の結晶である「獣の欠片」を集めている。人間界での活動はルイズ（声:中西英樹）やデューク＝オブ＝ヨークといった配下のウィザードに任せている。転生後は、依代となったテスラの魂が残っているせいか性格はやや丸くなっており、稀にテスラの人格が現れる事がある。また、テスラの好物であるチョココロネを好むようになった。元ネタはルシファー。
アスモデート
リプレイ『紅き月の巫女』『聖なる夜に小さな願いを』に登場する魔王。色欲を司る。ディングレイと「どちらが先に世界を滅ぼすか」の賭けをして6500万年を掛けて計画を練り、第八世界をそのものを破壊しようとしたが、その度に配下のウィザードの裏切りで失敗している。人間界に初めて現し身が訪れたときは菊田健二という男子学生の姿をとった。のちにメイオルティスの力を借りて復活し、自身の武器「柱」でラビリンスシティの空間に穴を空け、第八世界への冥魔の侵攻を手助けする役割を果たした。元ネタはアスモデウス。
レビュアータ
クラス：夢使い
“魔王蛇”の二つ名を持つ魔王。嫉妬を司る。本体は世界のどこかで眠り続けている巨大な蛇で完全に覚醒すると世界が崩壊する。人間の姿の現し身はパジャマを着ていつも寝ぼけている19歳の夢使いの少女。元ネタはレヴィアタン。
アステート
“大公爵”の二つ名を持つ魔王。爵位は大公。古代神の一人。怠惰を司る。ベール＝ゼファーの恋人にして主人。現在は何者かに転生している。元ネタはアスタロト。
シャイマール
クラス：大いなる者
“皇帝”の二つ名を持つ魔王。古代神の一人。憤怒を司る。消滅しているが、のちにルー＝サイファーに転生する。
元ネタはサタンで名前はアラビア語由来のイスラーム用語「シャイターン」から。

#### その他の魔王
ディングレイ
“紅き星”の二つ名を持つ魔王。リプレイ『星を継ぐ者』『フレイスの炎砦』に登場。運命に干渉して星の運行を操り星を落すことにより世界そのものを破壊する。
あまりに強力な存在ゆえに行動の自由が存在する裏界に追放することも許されず、主八界全ての守護天使が協力してディングレイを3つのパーツに砕いて封印を施した（この多元宇宙では不死である古代神や魔王を擬似的に殺すために存在を欠片に分けて封印するというのは比較的良く見られる。ただしそのような存在は全ての欠片を集めれば復活を成す）。
存在を砕かれた古代神の多くが「大いなる者」の魂に封印されて転生を繰り返しているように、ディングレイも“巫女”と言われる人間たちの魂に存在の一部を封じられ転生を繰り返している。『星を継ぐ者』に出てきたエミュレイター「星を継ぐ者」は巫女に封印されたディングレイの力を呼び起こすことができ、その力でディングレイの現し身である小惑星を召喚した。「星を継ぐ者」は約一億年に一度現れ、そのたびに世界を破壊し文明の交代を促していた存在でもある。
ベール＝ゼファーは『フレイスの炎砦』で、人間界を破滅させ裏界で権威を得るためにディングレイの完全復活を計画したことがある。
リオン＝グンタ
クラス：使徒
声：柚木涼香
“秘密侯爵”の二つ名を持つ魔王。爵位は侯爵。あらゆる秘密を知っている書物を持つが、ルーにより自らが知ることを話すことは禁じられている。そのため基本的に無口だが、なんらかの意図で情報を他者に伝え、誰かを不利にしたり有利にしたりと状況に混乱をもたらすなど、リオンの真意がどこにあるかは不明である。ルー失脚後は「誰に何の情報をもたらすのか予想できない」という風潮は加速されている。
魔王の権力闘争の時、魔王たちはまずリオンを味方につけようとすることが多い。これはリオンが自分の不利になる情報を漏らさないための監視でもある。人間の姿の現し身は巨大な本を抱えた長い黒髪の18歳の少女。なお、リオンは何の情報が欲しいか正確な質問をしないと答えないため、リオンから望む情報を聞き出すのは困難である。口癖は「だって聞かれなかったもの」。
本人は秘密といっているが、実は鉄道の類が好きであり、リオン召喚の方法が書かれた魔道書には「魔法陣に鉄道模型を添えるとよい」というメモが挟まっていた。柊蓮司の秘密を知っているが、「恥ずかしくてとても言えない」とその事に触れるのを拒否している。また、アンソロジーノベルでは「男を落とすための方法を思いつく限り書き記した書物」なるものを持っていたが、これは何故かその辺の文房具屋で売っている普通のノートで、リオンの手書き。さらに男を落とす方法として、か弱い女性を演じる方法を日頃の鍛錬で修得していた。
ルーの失脚後はベール＝ゼファーとともに行動することが多くなり、後に復活したルーの許可を得てそちらに鞍替えする。アンソロジー小説集『大魔王は、世界滅亡の夢を見るか?』において、ベール＝ゼファーとの関係は「姉妹」に例えられている。元ネタはダンタリオン。
パール＝クール
クラス：大いなる者
声：名塚佳織
“東方王国の王女”の二つ名を持つ魔王。古代神の一人。爵位は「超公」を自称しているが、これはパールがルーより偉いことを周りに喧伝するために勝手に考えた爵位であり、裏界帝国では認められていない。「東方王国」もパールが勝手に名乗っている国であり、ルーの支配下にある「裏界帝国」に属することを許さないパールの反抗心の表れである。ルーと同等にプライドが高いが、ルーと違い荒々しい気性を持ち「裏界最強の魔王」を自称している。ルー失脚後はベール＝ゼファーにライバル意識をむきだしにしている。
人間の姿の現し身は、巫女服に身をつつんだ14歳の少女。怒りっぽい性格だがツンデレな部分もある。元ネタはバエル。
アゼル＝イヴリス
クラス：人造人間
声：植田佳奈
“荒廃の魔王”の二つ名を持つ魔王。あらゆる存在から自動的にプラーナを吸収する能力を持つため（アゼル自身も能力を制御出来ない）、裏界でも忌み嫌われている。孤独であるために自分を必要としてくれるベール＝ゼファーの事を慕っており、ベール＝ゼファーもツンデレな態度をとっているが友人として思っている。
アゼルの正体はルー＝サイファーが生み出した存在であり（アゼルが吸収したプラーナの一部はルー＝サイファーに送られるので、失ったプラーナを回復するという役目）、正確に言えばアゼルは魔王ではない。また、アゼル本人は他者を害する意思はないが他の魔王などに利用される事が多く、菊池たけし曰く「ヒロイン属性」との事。
なおアゼルには天敵が２人おり、世界結界によって対アゼルとして生まれた勇者「桜間流」と柊力を持つ「柊蓮司」である。
外見はプラーナ吸収能力を抑えるために魔殺の帯を全身に纏った15歳の少女。元ネタはアザゼルとイブリース。
イコ＝スー
クラス：夢使い
“魔王女”の二つ名を持つ魔王。爵位は伯爵。36の軍団を従える。イコ＝スーは預言者であり、過去現在未来を見渡すことができる。裏界から人間界を監視しエミュレイターの世界侵略を援助している。
滅多なことでは人間界に現れないが、顕現するときはウサミミをつけたメイド服の14歳の少女として現れる。イコ＝スーは人間界では予言により人々に勇気と機転を与える。しかしそれは人々を予言に依存させて判断力を失わせる罠である。ゆえにイコ＝スーは愚者を導く公女にして愚者を創りし者と呼ばれる。
リプレイ『白き陽の御子』の黒幕であるが本編には登場しない。ソースブック『ファー＝ジ＝アース』によれば、裏界のエミュレイターを敵とする第三勢力の襲来を予知しており、ルーはこの予言に基づいて「第三勢力が第八世界に襲来し且つ自身が動けない場合、エイミーに独断で行動出来る権限を与える」という危機管理スキームを策定した。元ネタはイポス。
アー＝マイ＝モニカ
“貪欲の魔王”の二つ名を持つ魔王。リプレイ『幼年期の終わり』に登場。二つ名の通り自分が気に入ったものを自分のものにすることに全力を傾ける魔王。アー＝マイ＝モニカが好むものは想像がつくものではないが、それがガラクタであってもアー＝マイ＝モニカが好むものならばそれと引き換えに取引を人間にもちかけることがある。
人間の姿の現し身は、ゴスロリ服に身をつつんだツインテールの幼女。口調こそ丁寧だが性格は我侭な幼児そのものである。自らのことを「マイちゃん」と呼ぶ。元ネタはマモン。
パーズ＝スー
クラス：魔物使い
“熱風の魔王”の二つ名を持つ魔王。ファンブック『パワー・オブ・ラブ』収録のシナリオ「パワー・オブ・ラブ」に登場。風とイナゴを操る。「災厄」の象徴とも言われ天変地異や自然災害を引き起こし、それに遭遇した人々の悲しみや絶望をプラーナとして吸収し、そうしてプラーナが枯渇した世界はさらなる災厄にみまわれる。人間の姿の現し身は虫の触覚と羽を生やしたショートカットの女学生。元ネタはパズズ。
フォルネー＝ルシウス
クラス：大いなる者
“海の魔王女”の二つ名を持つ魔王。爵位は公爵。古代神の一人。海に住む魔物を統率する魔王で、敵の感情を反転させ裏切らせるという恐るべき能力を持つ。古来よりこの魔王は魔術師たちに召喚され戦いに利用されてきたが、この魔王の恩寵を受けた者は必ずそれ以上の災厄を受けるという。人間の姿の現し身は16歳の競泳水着を着た少女。元ネタはフォルネウス。
アニー＝ハポリュウ
クラス：魔術師
声：小島めぐみ
“知恵者”の二つ名を持つ魔王。爵位は公爵。古代神の一人。ファンブック『リーチ・フォー・ザ・スターズ』収録のボイスドラマ「最果ての数式」に登場。森羅万象のあらゆる知識をもちあらゆる問いに答える。人間の姿の現し身は26歳のスーツに身を包み眼鏡をかけた秘書。元ネタはアイム（ハボリュム）。
モーリー＝グレイ
クラス：魔剣使い
“女公爵”の二つ名を持つ魔王。爵位は公爵。古代神の一人。ルーに心酔し、ルーが失脚した現在も忠誠を誓っている。
隠された財宝の番人として知られており、財宝を狙うものに召喚される。地上の宝を狙ってみずから現し身を使って地上で出ることもある。高潔な性格だが自分の所有物に多大な執着を見せる魔王でもある。人間の姿の現し身は甲冑に身を包んだ16歳の女騎士。元ネタはゴモリー。
エリィ＝コルドン
クラス：忍者
“魔騎士”の二つ名を持つ魔王。爵位は公爵。古代神の一人。小説『柊蓮司と宝玉の少女』『赤羽くれはの事件簿』に登場。常に公正であることを是として善悪を問わず弱者の味方をする魔王。自己顕示欲を司る魔王であり他人の言を基本的に聞かない。人間の姿の現し身は派手なファッションに身を包んだ伊達女を気取る20歳の騎士。元ネタはエリゴル。
エイミー
クラス：使徒
声：皆口裕子
“誘惑者”の二つ名を持つ魔王。人間を堕落させることをこよなく愛し、相手の要求に完璧に答え、人間を自分なしでは生きていけないようにする。人間の姿の現し身は23歳の眼鏡メイド。ナイトウィザードのソースブック『ファー＝ジ＝アース』によれば、ルーに万一の事があった場合にその代理となる権限を持たされている。元ネタはアミー。
シアース＝キアース
クラス：魔物使い
“音の魔”の二つ名を持つ魔王。爵位は公爵。古代神の一人。あらゆる楽器を操り世界中の音に精通している。また、音を通じて樹木を支配下に置く。人間の姿の現し身は12歳の物静かな妹系の少女。常にリコーダーを手に持つ。元ネタはアムドゥスキアス。
ファルファルロウ
クラス：使徒
“告発者”の二つ名を持つ魔王。爵位は男爵。様々な悪評の種を撒き人心を惑わせる魔王。新たなものをもたらすことに興味を見出していて、人間たちに新たな工芸技術をもたらすこともあれば、未知の病気をもたらすこともある。人間の姿の現し身は16歳の突撃レポーター少女。元ネタはウァレフォル。
ブンブン＝ヌー
クラス：龍使い
“魔龍”の二つ名を持つ魔王。爵位は伯爵。大量の生贄と引き換えに人に富や知識、快楽を与える、本体は翡翠の鱗を持つ竜だが、人間の姿の現し身はチャイナドレスに身を包んだ27歳の女性。元ネタはブネ。
レライキア＝バル
クラス：強化人間
“狩人”の二つ名を持つ魔王。爵位は侯爵。陸の動物を統括する魔王。また、傷を癒す力と化膿させる力を持つ。動物たちを介した巧みな情報収集能力と癒しの力で相手を翻弄し戦乱の種を撒く。人間の姿の現し身は23歳の弓使いの女猟師。元ネタはレラジェ。
グラーシャ＝ロウロス
クラス：吸血鬼
“殺戮伯爵”の二つ名を持つ魔王。爵位は伯爵。純粋に殺戮を快楽として楽しむ魔王。人間の姿の現し身は17歳のネコミミの少女にして殺人鬼。語尾に「…のら」と付ける癖がある。元ネタはグラシャ＝ラボラス。
フール＝ムール
クラス：陰陽師
“風雷神”の二つ名を持つ魔王。爵位は公爵にして伯爵。古代神の一人。天候と死者、男女の出会いを司る魔王。人間の姿の現し身はローブをまとった25歳の女性。元ネタはフルフルとムルムル。
マルコ
クラス：人狼
声：坂本梓馬
“狼の王”の二つ名を持つ魔王。爵位は侯爵。ファンブック『リーチ・フォー・ザ・スターズ』収録のボイスドラマ「最果ての数式」に登場。勝負ごとがとにかく好きな魔王。人間の姿の現し身は15歳のバトルマニアな女子中学生。狼の耳と尻尾が生えている。西方魔王弁と呼ばれる独特の方言でしゃべる。元ネタはマルコシアス。
クロウ＝セイル
クラス：魔術師
“温泉女王”の二つ名を持つ魔王。爵位は侯爵。水を司る。神秘的な話や秘密を好み、それを代償として水脈を発見し温泉を掘り当てる。人間の姿の現し身は温泉に入った23歳の女性。クロウ＝セイルが顕現するときは温泉とともに現れることが多い。元ネタはクロケル（クロセル）。
カミーユ＝カイムン
クラス：使徒
“詐術長官”の二つ名を持つ魔王。虚偽を司る。裏界の参謀指令。あらゆる言葉を駆使し敵をたばかる詐欺師である。人間の姿の現し身は軍服に身を包んだ25歳の女性。元ネタはカイム。
ファウルゥ姉妹
クラス：大いなる者
“魔姫”ハール＝ファウルゥと“妖姫”マール＝ファウルゥの姉妹。ほぼ同時に発生した魔王で常に二人一緒にいるが、どちらも限りなく傲慢な性格のため喧嘩も絶えない。常に相手を出し抜こうとする。ただし二人が一つの目的に同意したときはすさまじい力を発揮する。人間の姿の現し身はハールが白のドレスの少女でマールが黒のドレスの少女。元ネタはハルファスとマルファス。
パイ＝レイモーン
クラス：強化人間
“亡霊騎士の王”の二つ名を持つ魔王。ルーに忠誠を誓う騎士で亡霊軍団を指揮する。残虐だが強い相手には敬意を払う。人間の姿の現し身は大剣と鎧をまとった女騎士。元ネタはパイモン。
ウサコ
クラス：大いなる者
“異次元魔王”の二つ名を持ち時空を操る魔王。人間の姿の現し身はウサミミをかたどった帽子を被った少女。元ネタはウァサゴ。
イクスィム
クラス：大いなる者
ソースブック『オーバーナイト』に登場。“暗黒の太陽”の二つ名を持ち、アンゼロットと対を為す第三世界の元守護者。第三世界にて滅んだ後、ルーによって魂を拾われ侵魔となったが、現在はアンゼロットと同化し魂は眠りに着いている。
モッガディート
クラス：大いなる者
リプレイ『愛はさだめ、さだめは死』に登場。マジカルウォーフェアの戦いで裏界から姿を消した魔王。実際にはマジカルウォーフェアで交戦した夜見トオルの身体を乗っ取って、トオルその人として潜伏していた。プラーナを吸収する能力を持つ。侵魔でありながら、イノセントの少女を愛してしまった魔王。
後に、冥魔「喰らいつくす者」の封印の一部を宿していたイノセントの少女を救うために、彼女の封印を自らに宿して、モーレ＝アモーレとの契約で復活した夜見トオルとその仲間達に倒させる事で滅びた。
なお、彼の身体はモーレ＝アモーレが夜見トオルの復活に使用しており、現在も彼と共にある。
元ネタはSFノベル愛はさだめ、さだめは死の主人公モッガディート。
モーレ＝アモーレ
リプレイ『禁断の封印』に登場。元は低級のエミュレイターであったが、持ち前の能力で繰り返し体を交換することで、魔王にまで成り上がった。交換の呪文は「その体、アモーレ!（愛してます）」。
更なる力を求めて、冥魔「喰らいつくす者」の体を手に入れようとするが、逆に自我を喰らい尽くされ消滅した。
名前の元ネタはフール＝ムール同様、フルフルとムルムル。
パトリシア＝マルティン
クラス：忍者
“狭間の渡り手”の二つ名を持つ魔王。爵位は公爵。古代神の一人。ルーの盟友にして側近。ラビリンスシティでルーの宮殿に住まい、各世界に人々を運ぶ役割を担う。人間の前に現れるときは青白いバイクにまたがった体格のいい女性をかたち取る。気っぷが良く人懐っこいという侵魔にしては珍しい性格。元ネタはバティン。
ムツミ＝アマミ
クラス：勇者
“勇者魔王”の二つ名を持つ魔王。高潔な精神と正義を愛する心を持つ異端の魔王。性格は熱血で暑苦しい。人間界の住人にも協力的で、故に裏界のほかの住人とは徹底的に相容れず、「裏界一の勇者」と皮肉を込めて呼ばれる。しかしムツミはいかなる理由かルーにより黙認されている。人間形態の外見は14歳の少女。
ローズ＝ビフロ
“死霊女王”の二つ名を持つ魔王。爵位は伯爵。リプレイ『モノクロームの境界』に登場。死者を操る力を持つ。人間形態の外見は金髪碧眼でグロロリ風の衣装をまとった少女。名前の元ネタはビフロンス。
オリビエ＝アークス
“星詠みの”オリビエ＝アークスと呼ばれる魔王。リプレイ『紅き薔薇の女王』に登場。人間形態の外見は占い師風のローブをまとった女性。名前の元ネタはオリアス。とある事件により消滅させられた。
リオ＝サレス
リプレイ『地球の長い午後』に登場。人間の恋愛感情を操作する力を持つ魔王。人間形態の外見は大きな帽子を被った女性。名前の元ネタはサレオス。
アバドン
リプレイ『たったひとつの冴えたやり方』に登場。遙か古代に滅ぼされた魔王であり、その骸は人間の魂に縛られる形で転生しつつ浄化されていた。ベール＝ゼファーの策謀によって「魔王戦争」に巻き込まれて刻印を付与されたが、器となっていた凛音を救うべく滅ぼされ、刻印はトオルに奪われた。
ナイトロード
クラス：落とし子
リプレイ『たったひとつの冴えたやり方』で誕生した新たな魔王。“夜の支配者”の二つ名を持つ。元は夜見トオルという名のウィザードであり、「魔王戦争」というシステムの破壊と全ての裏界魔王の討滅を目的として戦争に名乗りを上げた。裏界魔王であると同時にナイトウィザードでもあるという異色の存在であり、誕生の経緯から裏界に対して明確に敵対している。